# Criptodepresión

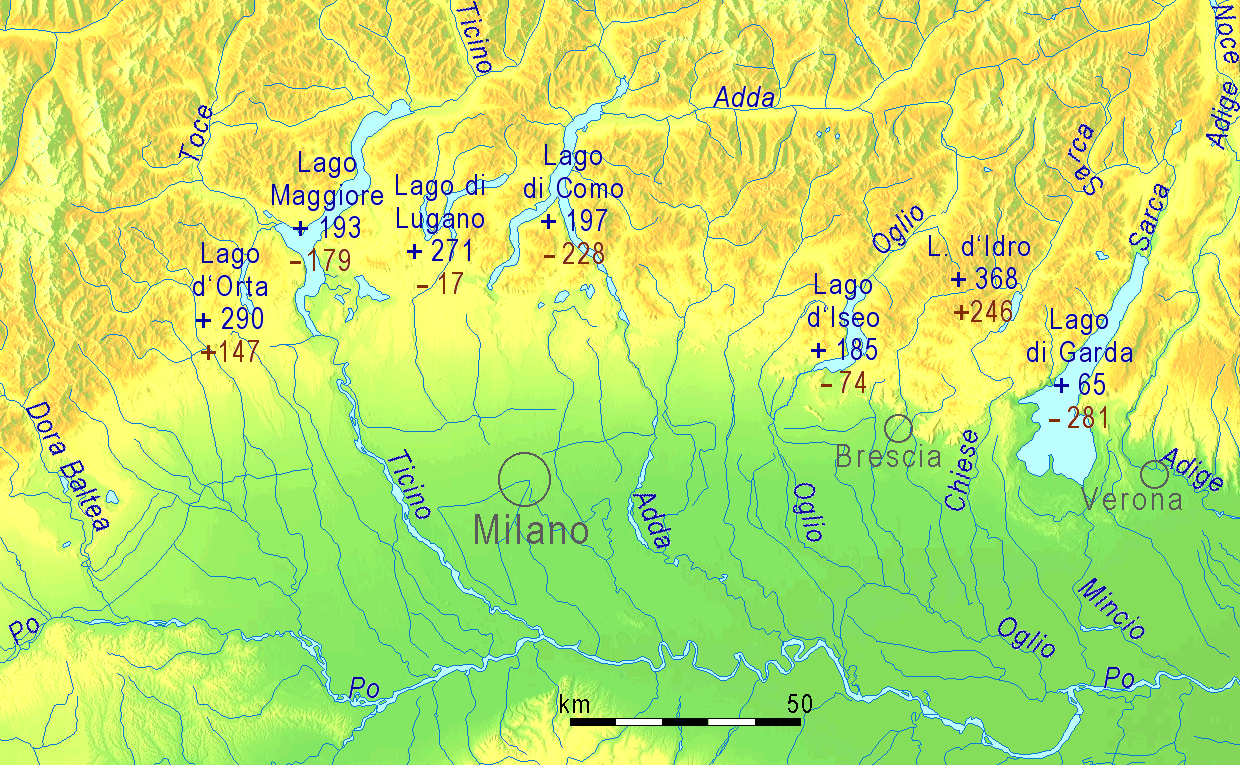
Lagos prealpinos en Italia septentrional. Altitud de las superficies y altitud de sus puntos más profundos.

La criptodepresión  o cripto-depresión (del griego  κρύπτoς [krýptos], ‘oculto’, y depresión) es la parte de un lago que queda por debajo de la cota del nivel del mar. Aparece, por tanto, en aquellos lagos cuya superficie  se encuentra a una altitud superior a la del nivel del mar y su profundidad máxima se encuentra a una cota inferior a la del nivel del mar.

## Descripción
La formación de una criptodepresión se debe principalmente a la formación de:
- una depresión tectónica (p. ej., el lago Tanganica o el lago Baikal);
- un lago glaciar o lago de morrena (p. ej., el lago Superior, o el lago Argentino).

En ambos casos, los lagos suelen ser largos y estrechos. Además, en el segundo caso el paisaje y la orilla del lago pueden tener muchos acantilados.

## Ejemplos
Simple ejemplo de cálculo:
| Altitud de la superficie |  | 187 m  |
| Máxima profundidad       |  | 500 m  |
|                          |  |        |
| Criptodepresión          |  | −313 m |

Lagos glaciares y de morrena: los lagos más grandes de Italia del norte tienen criptodepresiones. Por el contrario, en la parte septentrional de los Alpes, las aguas de los lagos se encuentran enteramente sobre el nivel del mar, porque sus altitudes de superficie son significativamente más elevadas.
Fracturas geológicas: algunos ejemplos importantes se encuentran en África (Gran Valle del Rift: Lago Malaui y Lago Tanganica). La criptodepresión más profunda del mundo está en el Lago Baikal, de −1200 m.